# Berndt Lindholm
Berndt Adolf Lindholm (Loviisa, Finlandia, 20 de agosto de 1841-Gotemburgo, Suecia, 15 de mayo de 1914) fue un pintor de paisajes sueco-finlandés. Generalmente se le asocia con la Escuela pictórica de Düsseldorf, pero su trabajo también muestra elementos impresionistas tempranos. Se especializó en escenas costeras.

## Vida

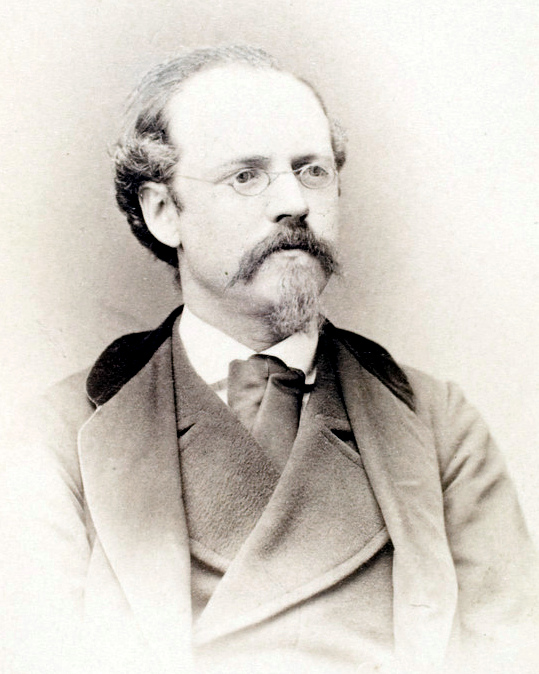
Lindholm en 1870–1873

Tomó sus primeras lecciones de dibujo con el artista Johan Knutson (1816-1899) en Porvoo. De 1856 a 1861 asistió a la escuela de dibujo de la Sociedad de Arte de Finlandia en Turku, donde estudió con Robert Wilhelm Ekman. De 1863 a 1865 asistió a la Academia de Bellas Artes de Düsseldorf y luego, durante un año, a la Academia de las Artes de Berlín en Karlsruhe para continuar sus estudios con Hans Gude.[cita requerida] Su primera exposición individual fue en Helsinki en 1870. La cual fue un éxito y, tres años después, fue invitado a convertirse en miembro de la Academia Imperial de las Artes.

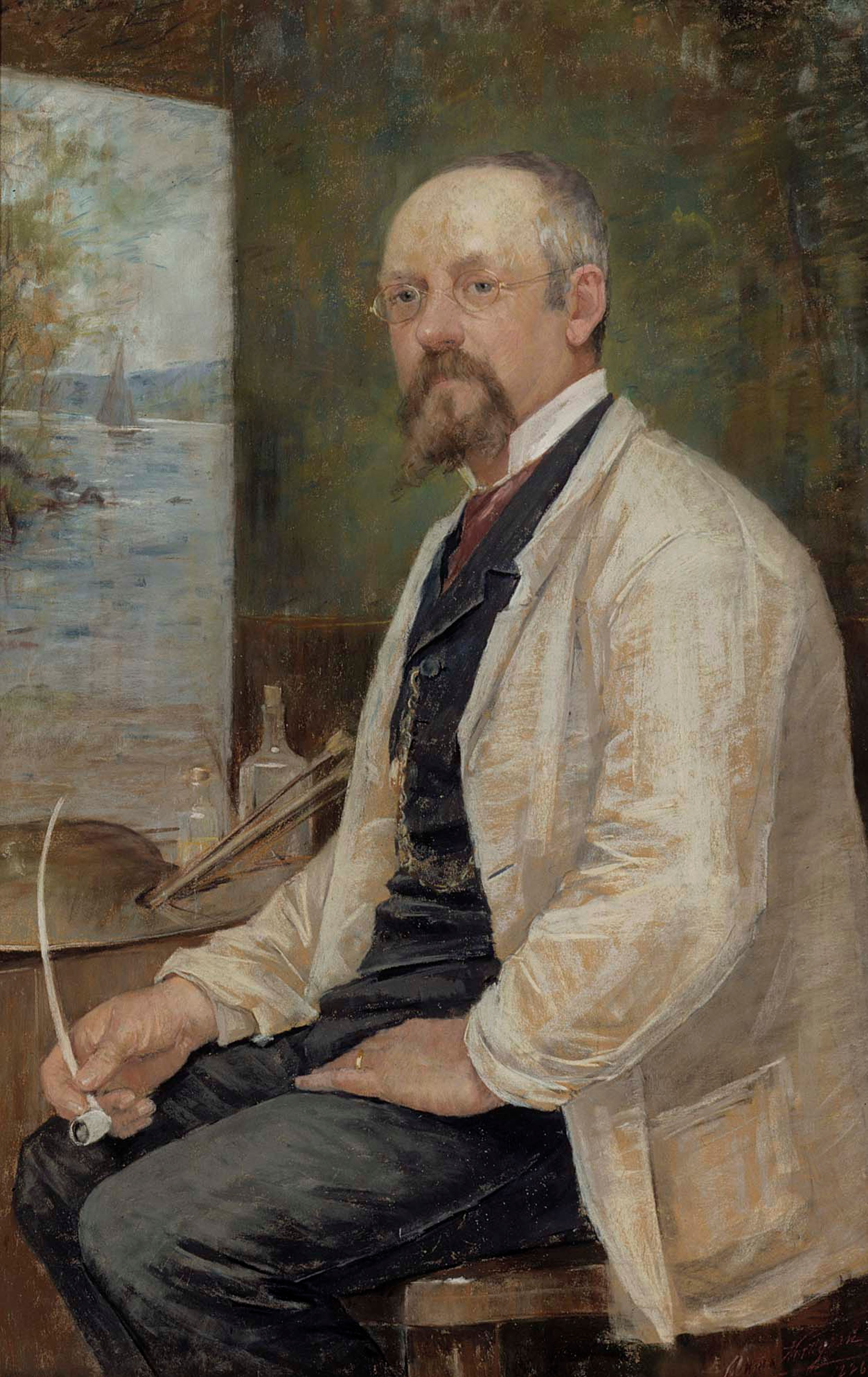
Retrato de Lindholm por Anna Nordgren (1886)

De 1873 a 1874 vivió en París, donde sus maestros incluyeron a Léon Bonnat y estuvo bajo la influencia de Charles-François Daubigny y la escuela de Barbizon. En 1876 recibió una medalla en la Exposición del Centenario en Filadelfia y 1877 recibió el Premio del Estado de Finlandia. Ese mismo año se instaló en Gotemburgo y se convirtió en conservador de la colección de arte de la ciudad en 1878, cargo que ocupó hasta 1900. También enseñó en la Academia Valand y fue elegido miembro de la Real Academia Sueca de las Artes.

## Obra selecta

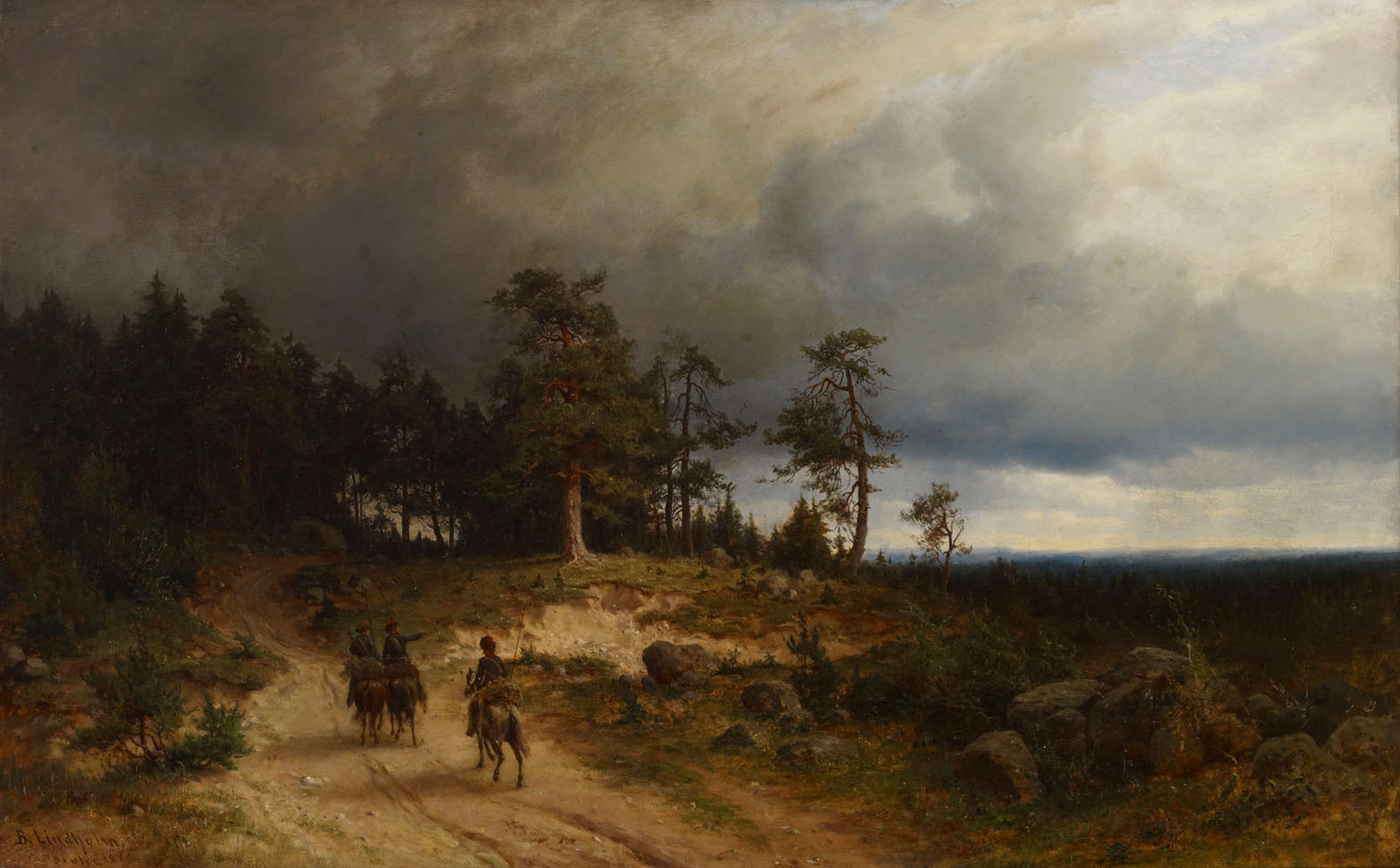
Paisaje del este de Finlandia con cosacos montados (1866)
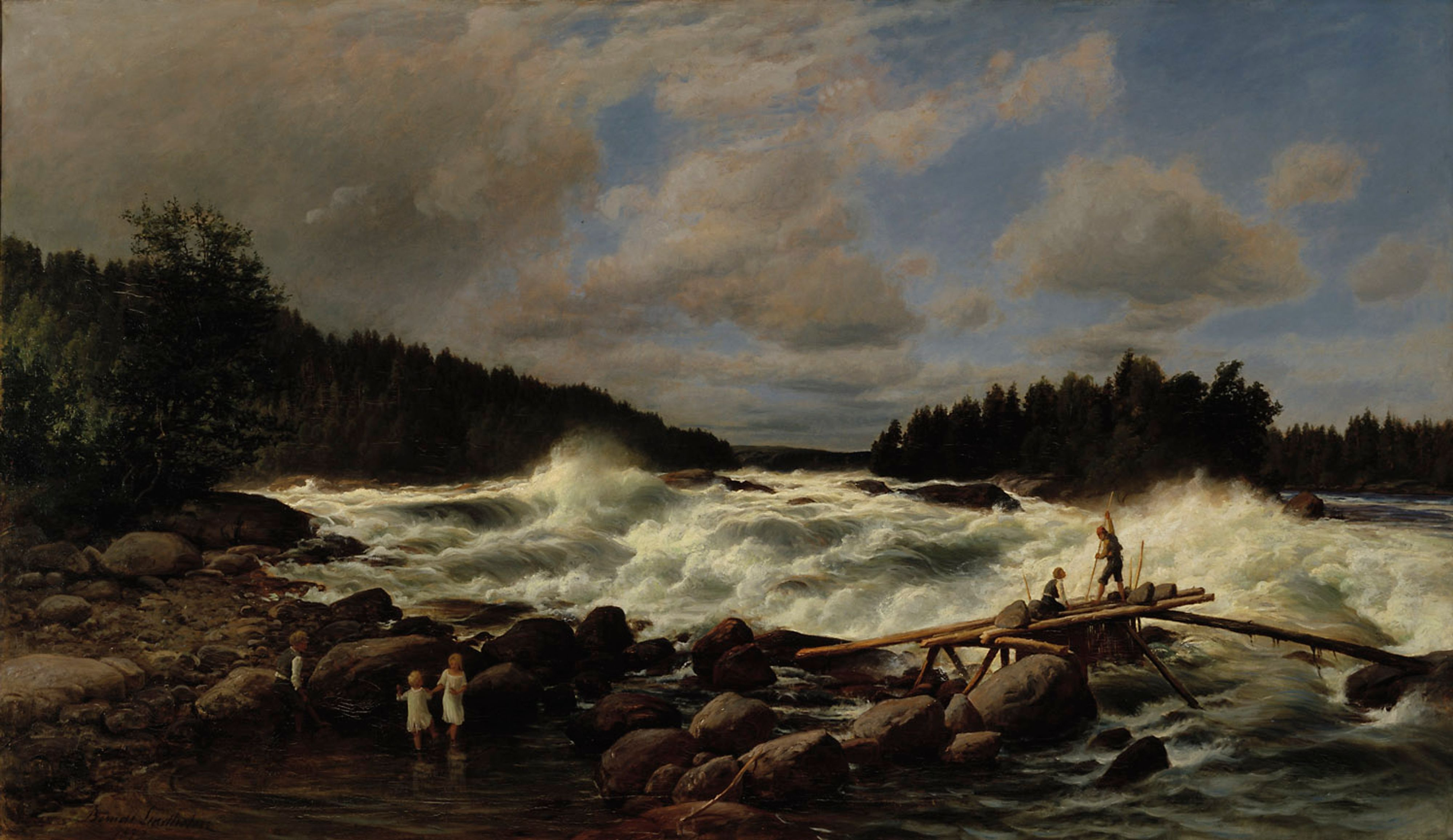
Rápido Vallinkoski (1872)
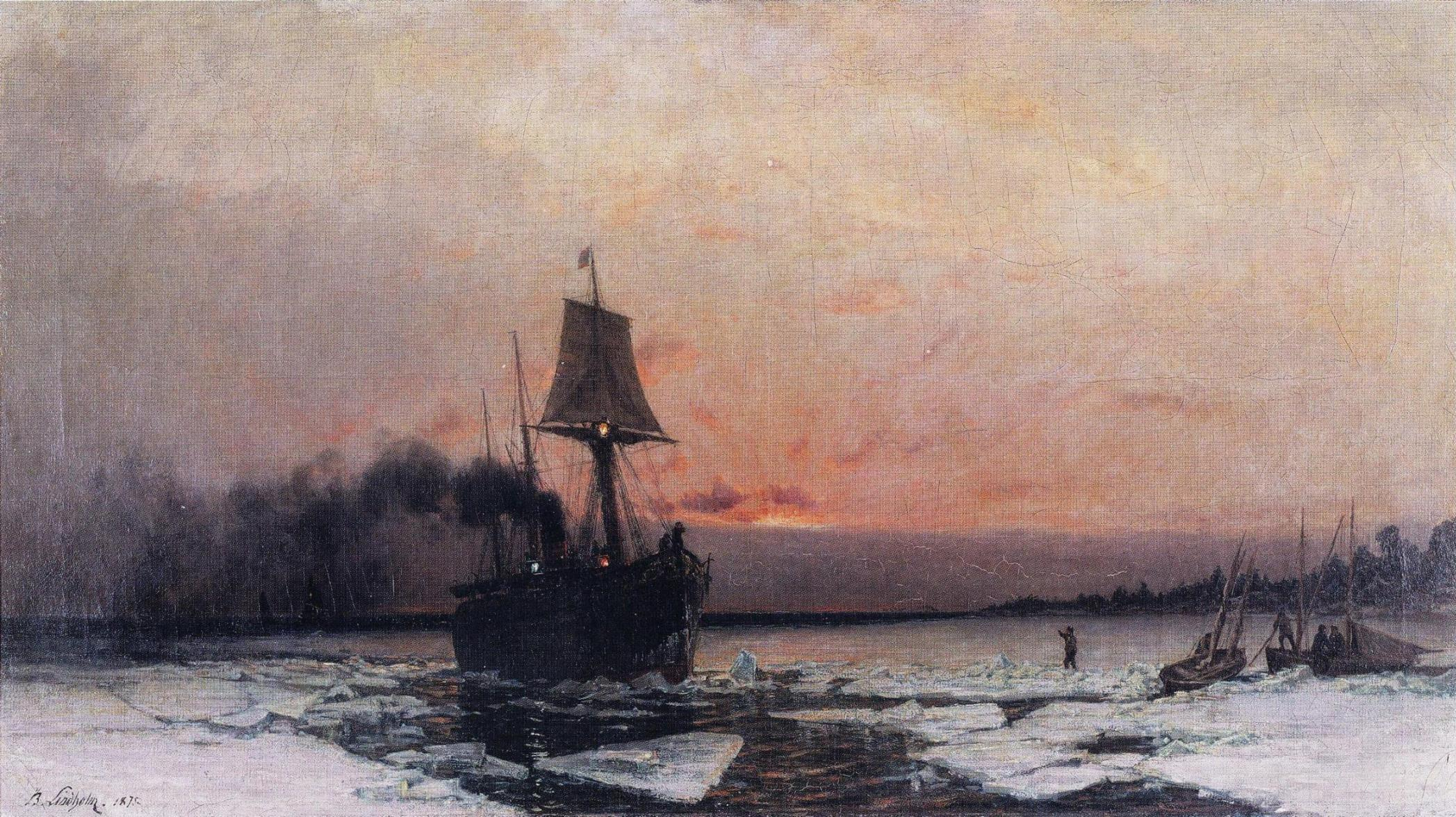
Barco de vapor en el hielo (1875)
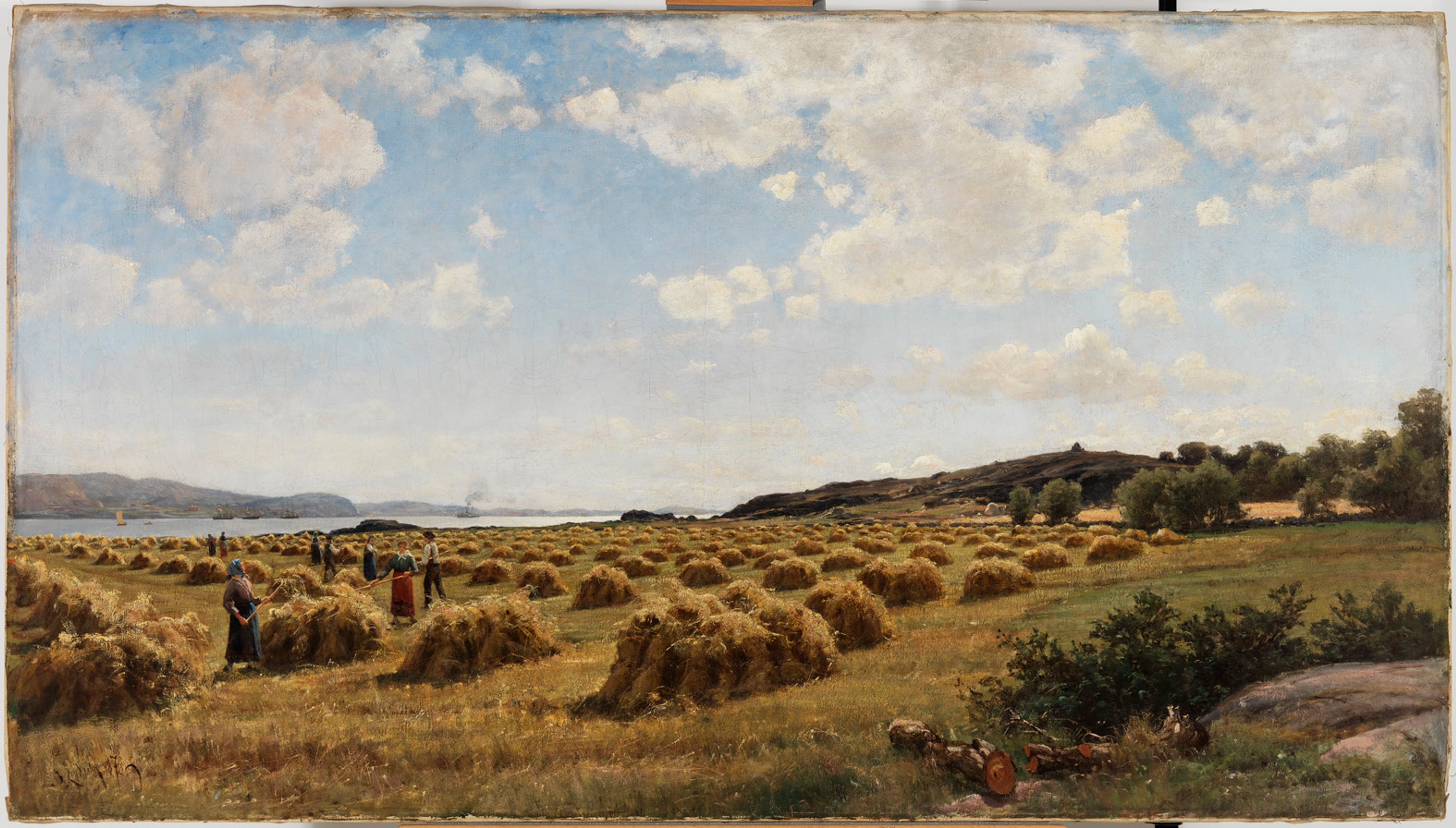
Cosecha de avena en la isla Hisingen (1878)
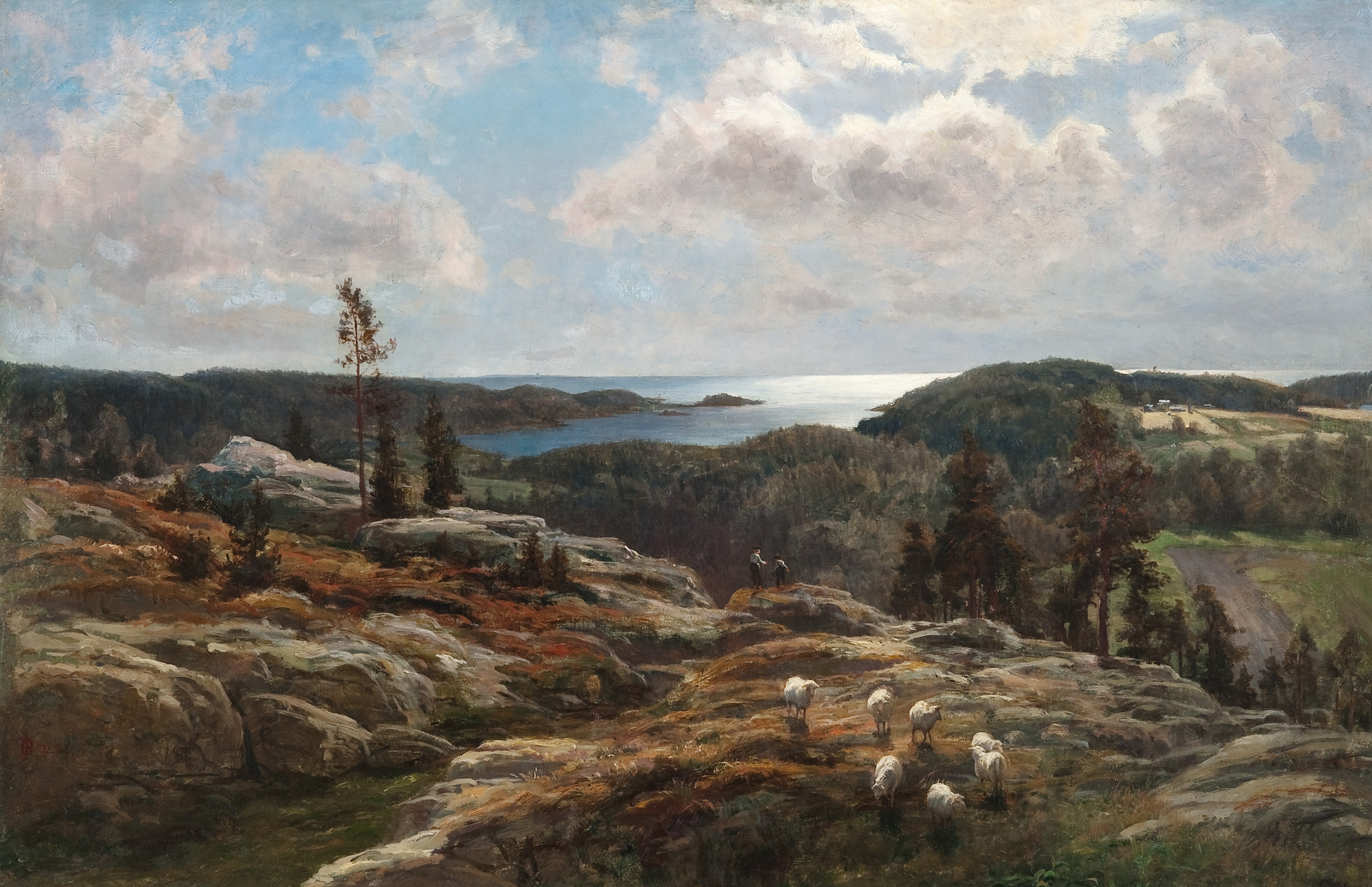
Vista de Ládoga (1878)
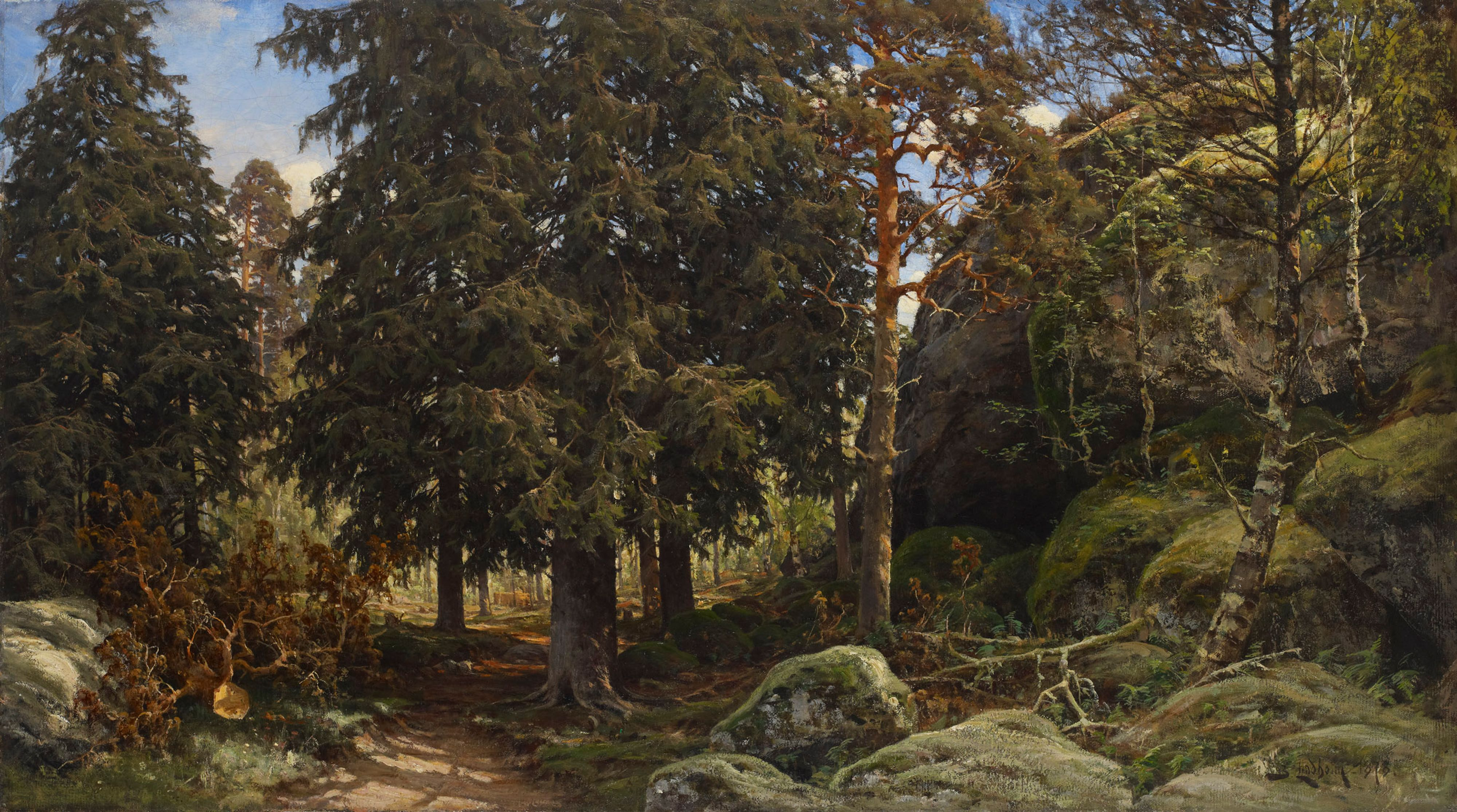
Interior del bosque (1878)
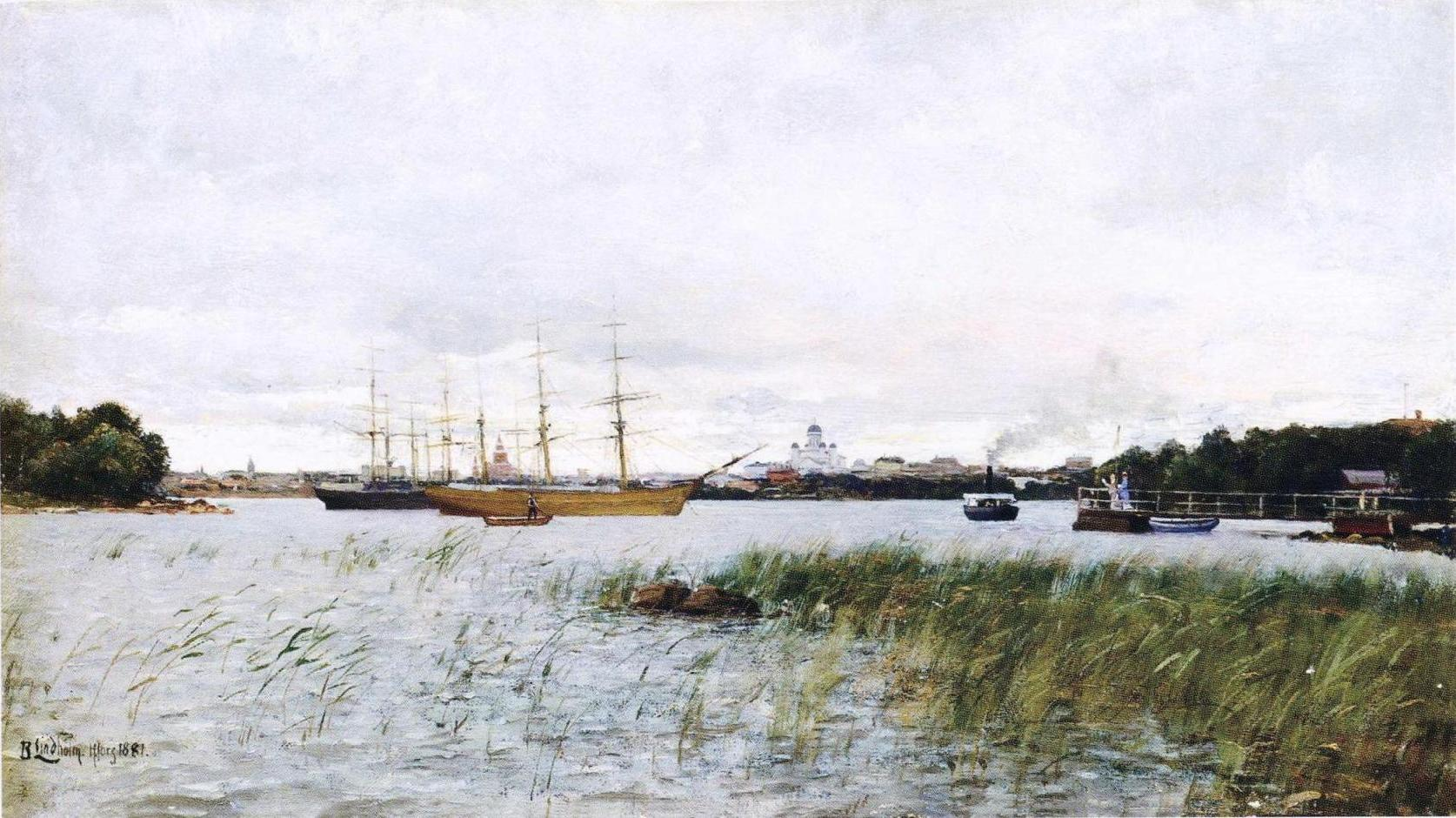
Helsinki vista desde Sörnäinen (1881)
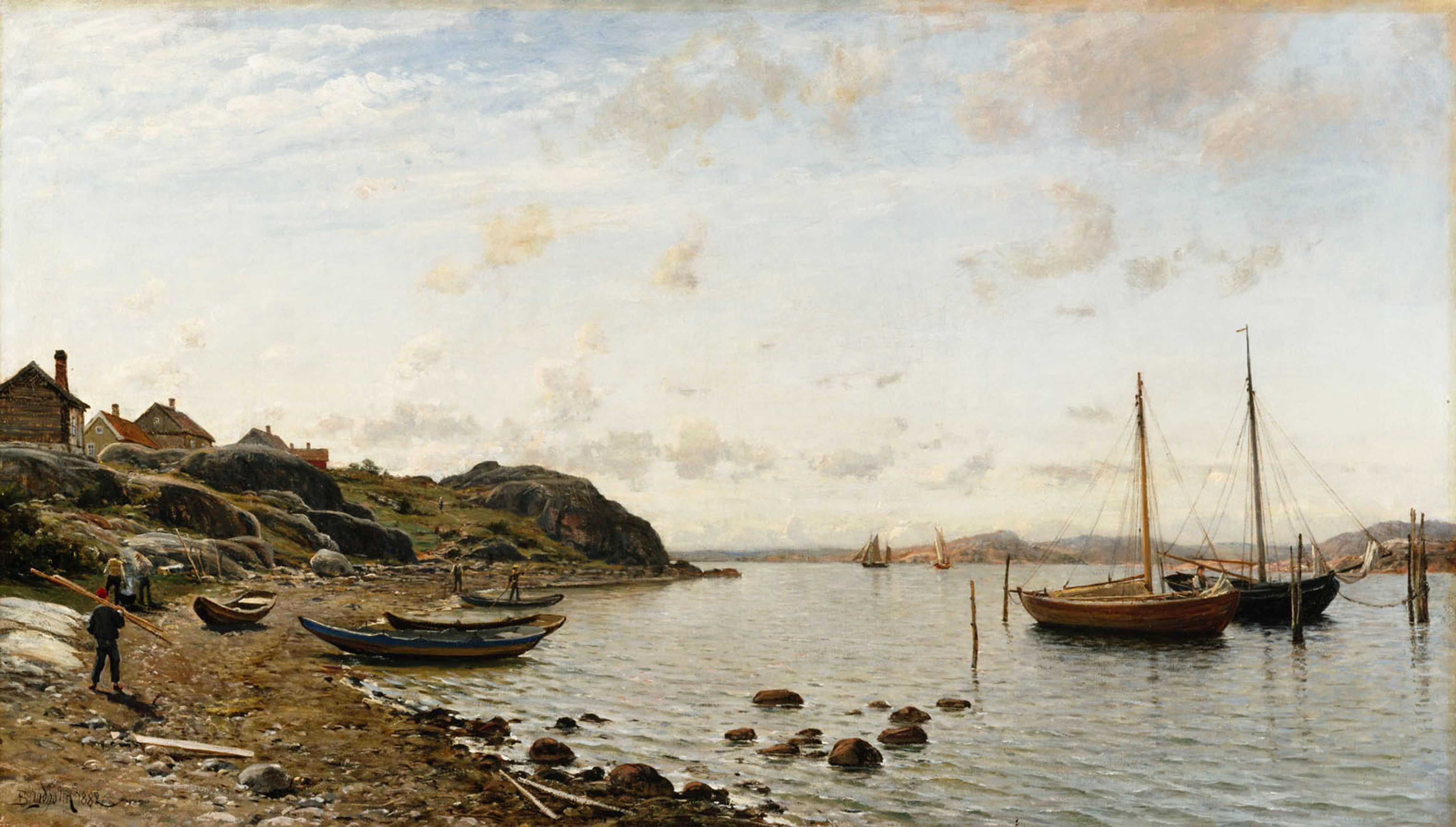
Escena de la costa (1882)
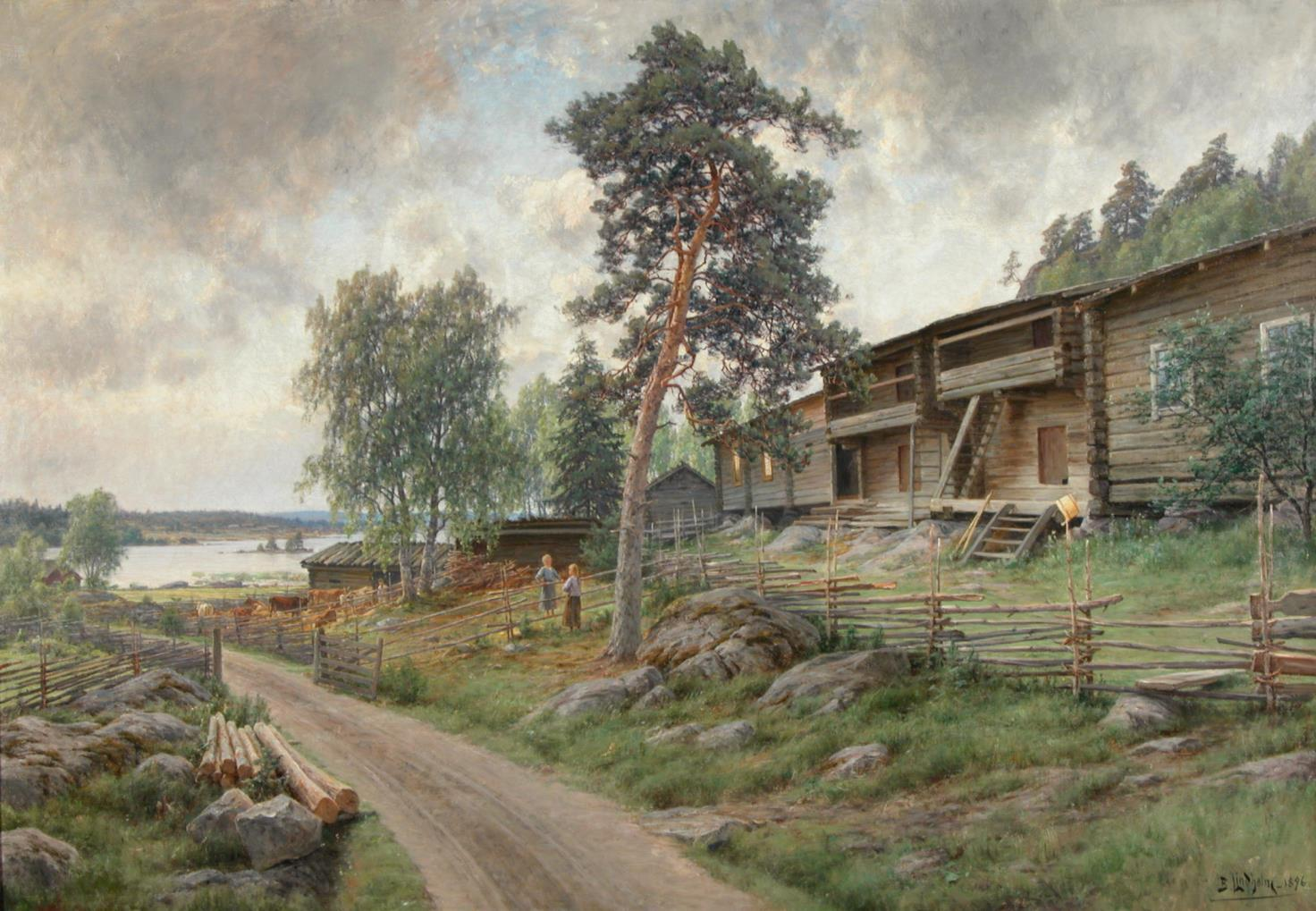
Paisaje de Häme (1896)
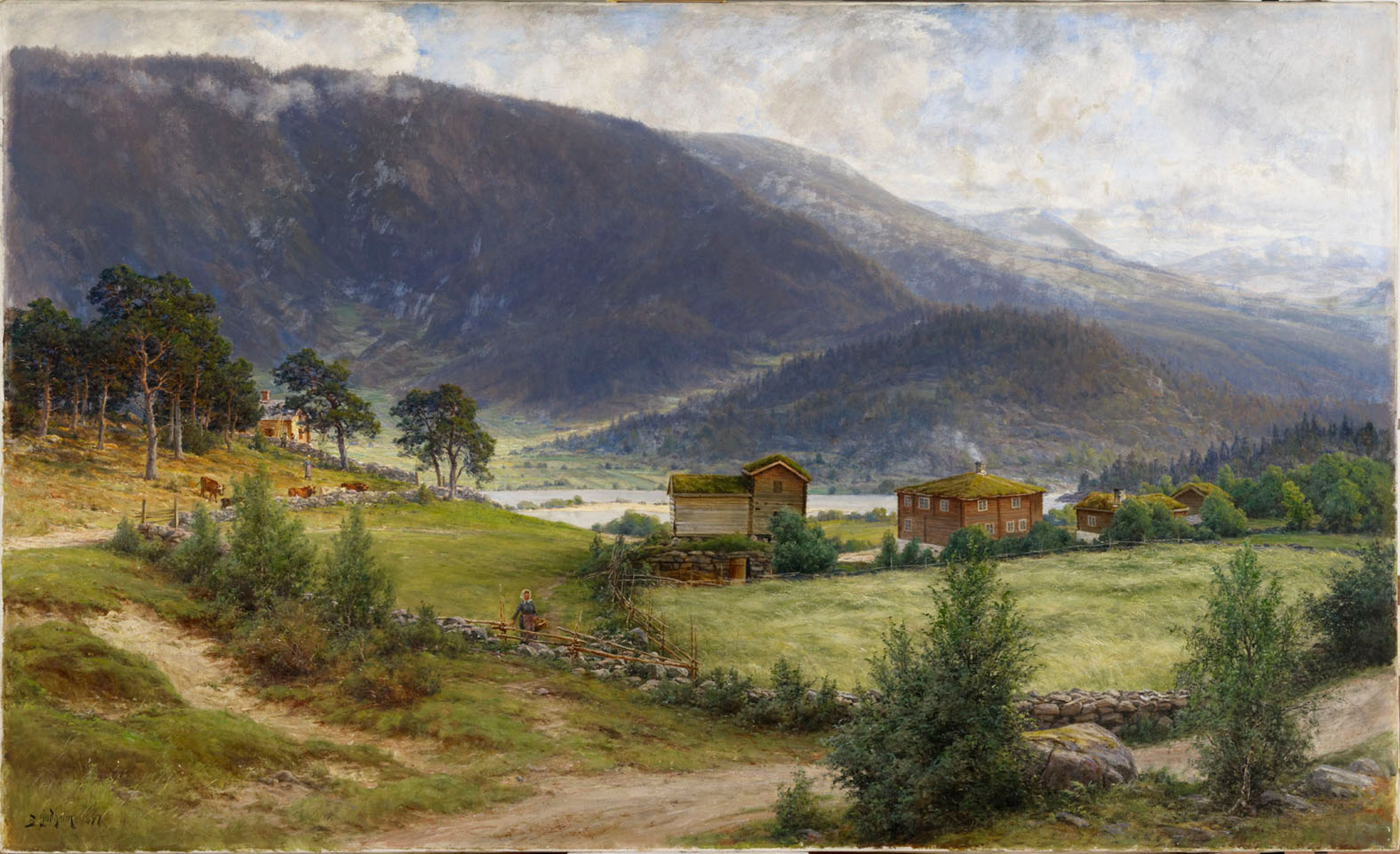
Paisaje noruego (1897)